# Besök av en dam
Besök av en dam (tyska: Der Besuch der alten Dame) är en opera i tre akter av Gottfried von Einem. Texten bygger på Friedrich Dürrenmatts tragiska komedi med samma namn.

## Historia
Dürrenmatt var övertygad om att Einems tonspråk passade hans pjäs och han skrev själv librettot. Operan uruppfördes 23 maj 1971 på Wiener Staatsoper med Christa Ludwig som Claire Wäscher och Eberhard Waechter som Alfred III.
Einem skriver tonalt och använder sig av en nästan målerisk "folklighet" för att göra rättvisa åt det groteska ämnet. Han ger varje person en tydlig karaktär, där användningen av olika klockor  akustiskt strukturerar handlingsförloppet och talrollernas disposition antar musikaliska drag. Operans inte sammanhang grundläggs genom närbesläktade temata samt imitations- och variationstekniker, vilket garanterar dess begriplighet och gjorde att även detta verk fick stor framgång. Förutom de stora körscenerna ligger operans musikaliska tjusning i den nästan parodiska ariosopassagerna och i Einems utpräglade känsla för scenisk verkan. Till och med bullereffekterna är inskriva i partituret.

## Roller
- Claire Zachanassian, född Wäscher, mångmiljonärska (mezzosopran)
- Hennes make VII (statist)
- Hennes make IX (tenor)
- Butlern (tenor)
- Toby och Ruby (stumma roller)
- Koby och Loby, två blinda män (tenorer)
- Alfred III (baryton)
- Matilda, hans hustru (sopran)
- Ottilia, hans dotter (mezzosopran)
- Karl, deras son (tenor)
- Borgmästaren (tenor)
- Kyrkohedern (basbaryton)
- Rektorn (baryton)
- Läkaren (baryton)
- Polismannen (basbaryton)
- Första respektive andra damen (sopraner)
- Hofbauer (tenor)
- Helmesberger (baryton)
- Stinsen (basbaryton)
- Tågmästaren (basstämma)
- Konduktören (tenor)
- Reportern (talroll)
- TV-fotografen (bas)
- En röst (tenor)
- Medborgare i Güllen (kör)

## Handling
Claire Wäscher och köpmannen Alfred III har en gång älskat varandra. III övergav henne när hon blev med barn och hon sökte lyckan hos främlingar. Efter flera år återvänder hon nu till sin ungdoms utarmade och skuldsatta hemort Güllen som den rika Claire Zachanassian. Hon lovar att ge staden en stor penningsumma, om III får betala med sitt liv. När hon åter lämnar samhället är likkistan som hon har fört med sig inte längre tom. III har fått plikta med sitt liv.